# Lorraine Beavers
Lorraine Beavers est une personnalité politique du Parti travailliste britannique élue députée de Blackpool North and Fleetwood (en) en 2024.

## Carrière
Lorraine Beavers est cheffe adjointe du groupe d'opposition travailliste auprès des autorités de Wyre et du comté.
Lors des élections générales de 2024, elle est élue battant le conservateur sortant Paul Maynard. Elle devient la première députée de Fleetwood. Beavers remporte le siège traditionnellement conservateur après la performance du candidat réformiste britannique qui arrive troisième.
La Blackpool Gazette qualifie Beavers de « personnage bien connu à Fleetwood, ayant grandi dans la ville et ayant servi comme conseillère travailliste au niveau du conseil municipal, de l'arrondissement et du comté ».

## Vie privée
Beavers a deux enfants.